# Epidendrum pitalense
Epidendrum pitalense är en orkidéart som beskrevs av J.Linares och Eric Hágsater. Epidendrum pitalense ingår i släktet Epidendrum och familjen orkidéer.
Artens utbredningsområde är El Salvador. Inga underarter finns listade i Catalogue of Life.